# Sevno, Novo mesto
Sevno este o localitate din comuna Novo mesto, Slovenia, cu o populație de 69 de locuitori.